# Часовая башня (Падуя)
Часовая башня — средневековое здание на площади Пьяцца дей Синьори в Падуе. С двух сторон её окружают Палаццо дель Капитанио и Палаццо деи Камерленги.
Башня была построена в первой половине XIV века как восточные ворота дворца Каррарезе, впоследствии надстроена и украшена в готическом стиле и оснащена знаменитыми астрономическими часами.

## История

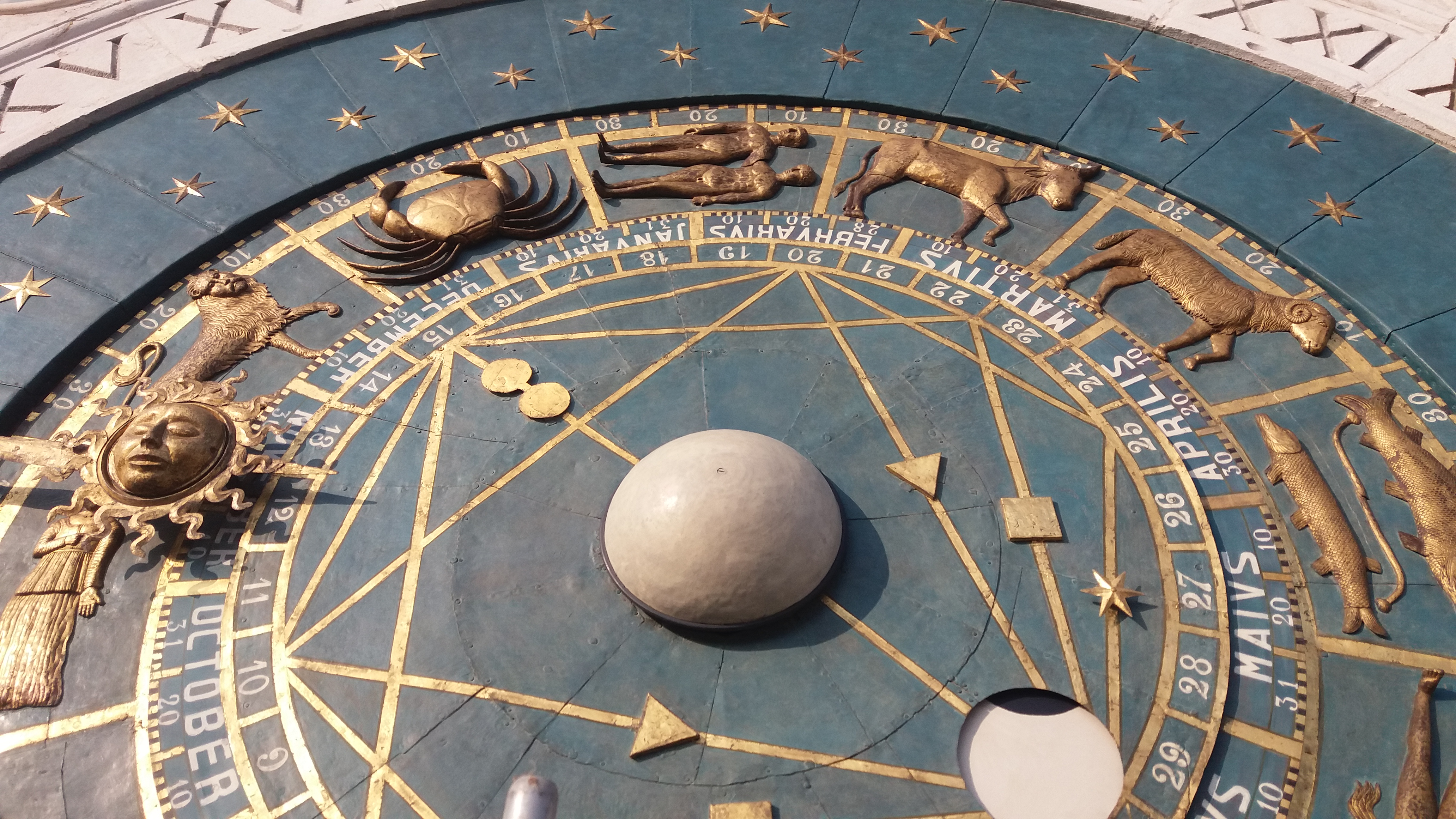
Циферблат Падуанских часов

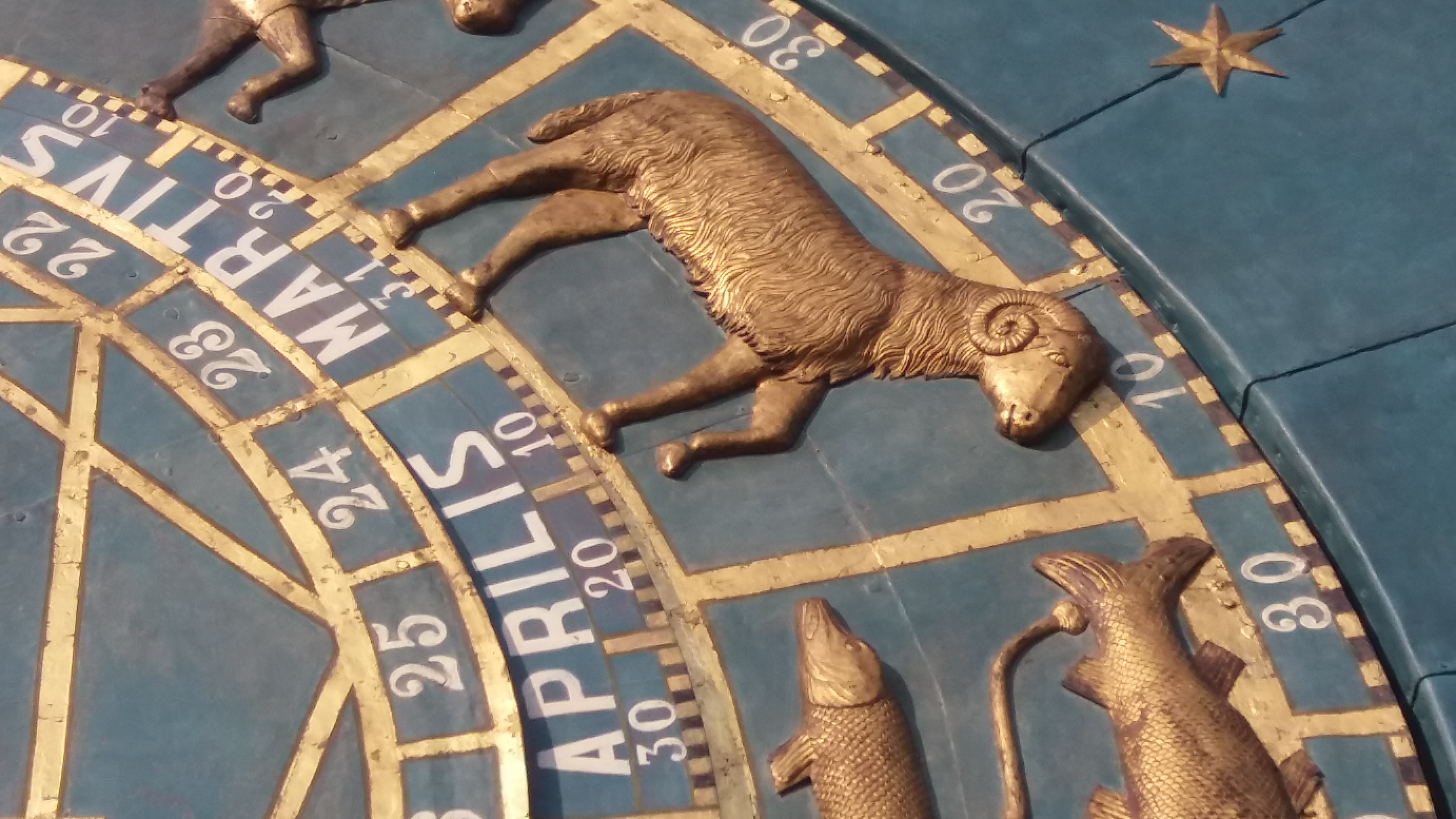
Овен Падуанских часов

Постройка датируется первой половиной четырнадцатого века, когда она служила укрепленным восточным входом во дворец Каррарезе. Современный внешний вид — результат реконструкции, проводимой с 1426 года капитаном Падуи Бартоломео Морозини и завершившейся открытием астрономических часов в праздник Святого Антония в 1437 году. В 1531 году ворота в основании башни были перестроены в виде триумфальной арки по проекту Джованни Марии Фальконетто.
Часы представляют собой восстановленный оригинальный механизм, изначально изготовленный по необычному проекту Якопо Донди в 1344 году. Часы были повреждены в результате пожара, вспыхнувшего во время столкновений сторонников сеньора Падуи Франческо Новелло с семьёй Висконти. Оригинальные знаки зодиака XIV века сохранились и повторно использовались Маттео Новелло, Джованни и Джан Пьетро делле Кальдьере для реконструкции повреждённых часов, завершённой в 1436 году.

## Описание

### Триумфальная арка

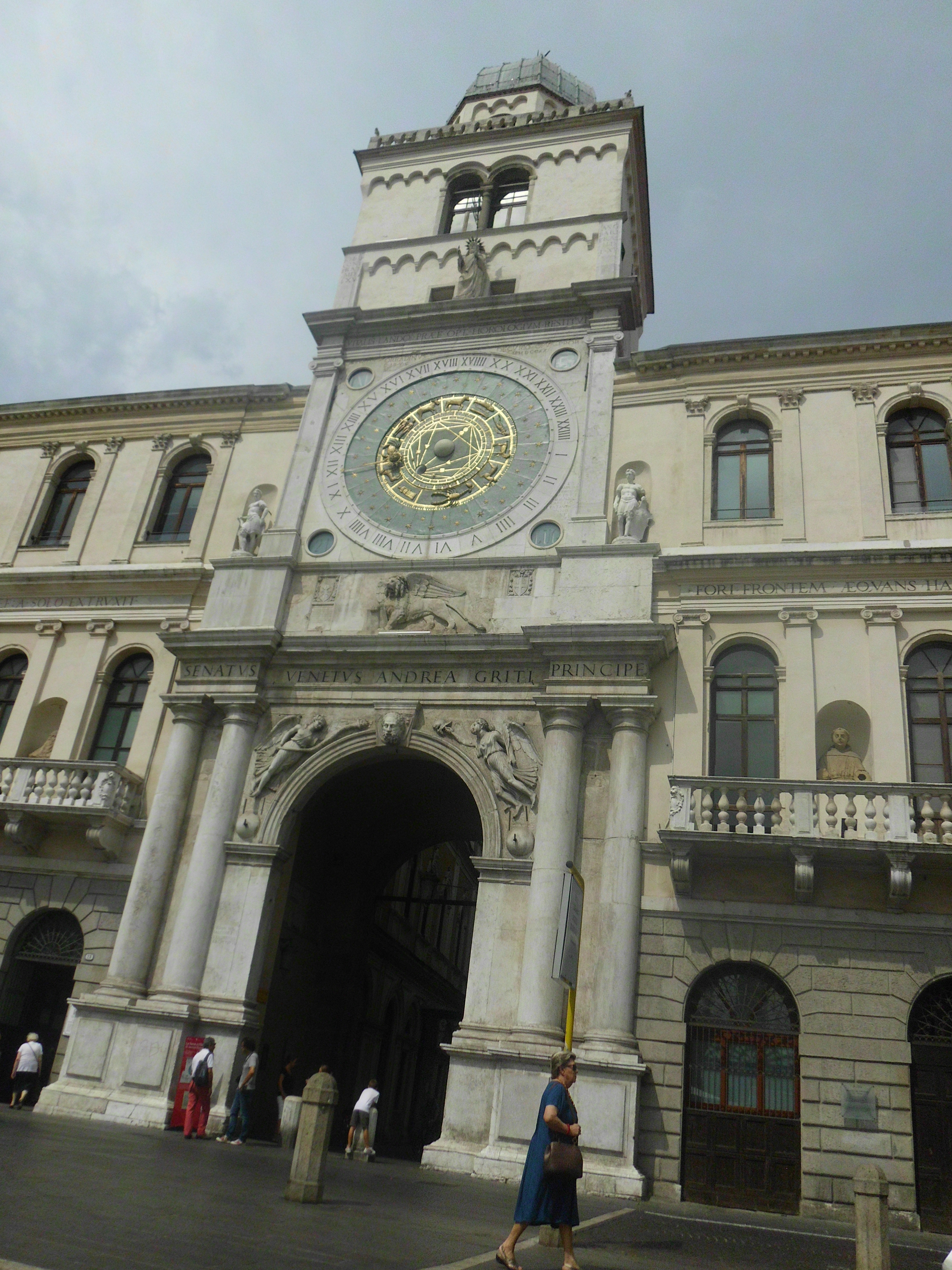
Триумфальная арка Джованни Мария Фальконетто

Триумфальная арка была внедрена в конструкцию башни с целью придания большей торжественности площади, которая в то время использовалась для гражданских церемоний и турниров. Арка была задумана Фальконетто на основе римских архитектурных инноваций начала шестнадцатого века, в духе Браманте, Бальдассара Перуцци и Джулио Романо. Ворота копируют древнеримские триумфальные арки (в частности Арку Сергия) с дорическим ордером. На антаблементе помещена надпись в честь венецианского сената и дожа Андреа Гритти. Лев Святого Марка был повреждён в эпоху Наполеона, но позднее восстановлен.

### Астрономические часы

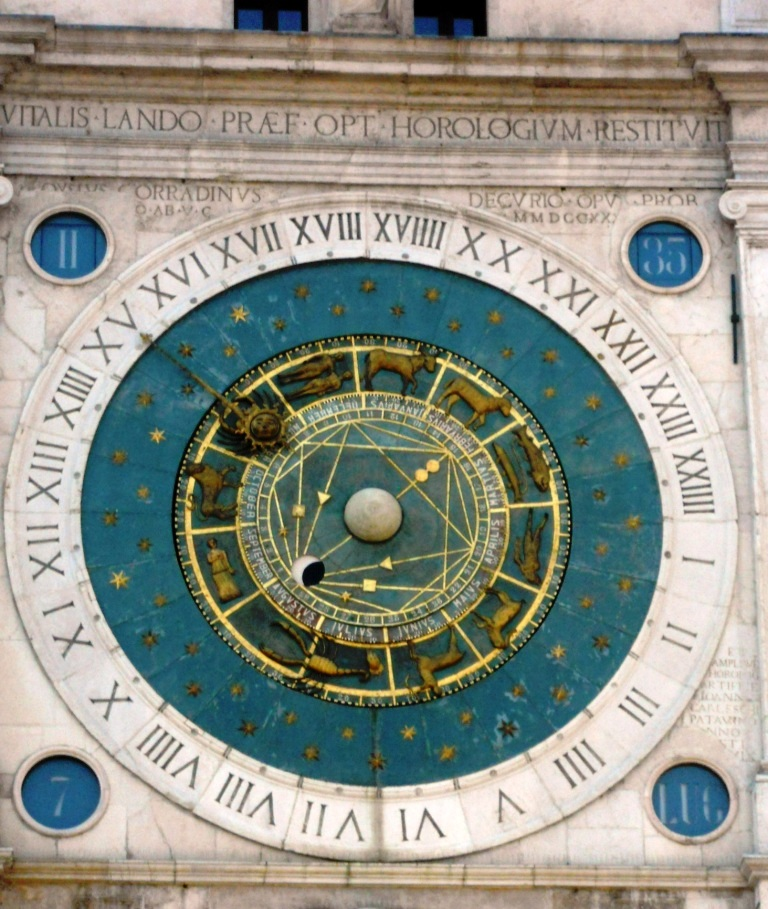
Часы

Астрономические часы, которые доминируют на площади, являются старейшим механизмом такого типа из сохранившихся в мире, диаметр циферблата составляет 5,6 метра. Карниз с ионическими пилястрами принадлежит Джованни Марии Фальконетто, который восстановил фасад башни по заказу Витале Ландо в 1537 году.
Драгоценный механизм, который на протяжении веков подвергался реставрации и модернизации, расположен на третьем этаже башни и защищен внушительным корпусом.
Среди знаков Зодиака, размещенных на монументальном циферблате, выходящем на площадь, отсутствует знак Весов. Это обусловлено тем, что представленные знаки относятся к доримской зодиакальной системе, в которой созвездия Скорпиона и Весов были объединены в одно (и поэтому занимали большее пространство в зодиакальном диапазоне). На момент постройки циферблат имел изображение весов, которое было удалено во время модификации, проведенной аббатом Бартоломео Тоффоли между 1787 и 1792 годами, который хотел следовать более старым зодиакальным делениям.
Астрономические часы были первыми созданными в Италии и вторыми в мире.
Часы вернулись в строй в июне 2010 года после тщательной реставрации, которая затронула как архитектурную структуру башни, так и механизм самих часов. Башня с часовым механизмом открыта для экскурсий каждую пятницу и субботу каждого месяца с 9:30 до 11:45.

### Колокол
На восьмиугольном фонаре установлен колокол, возможно, переделанный в середине XVIII века Якопо Кабани.

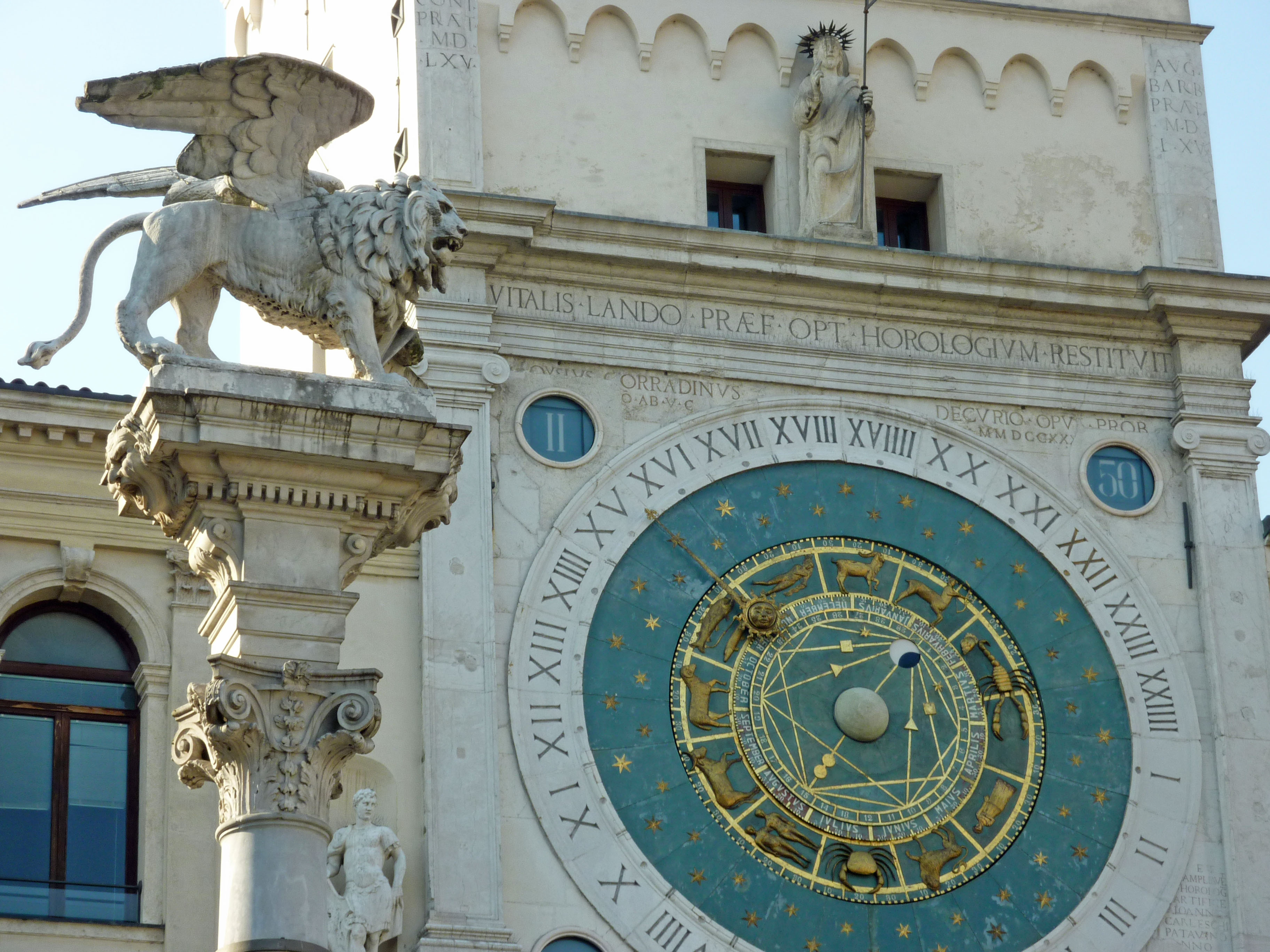
Деталь часов и лев Святого Марка, знак верности Светлейшей
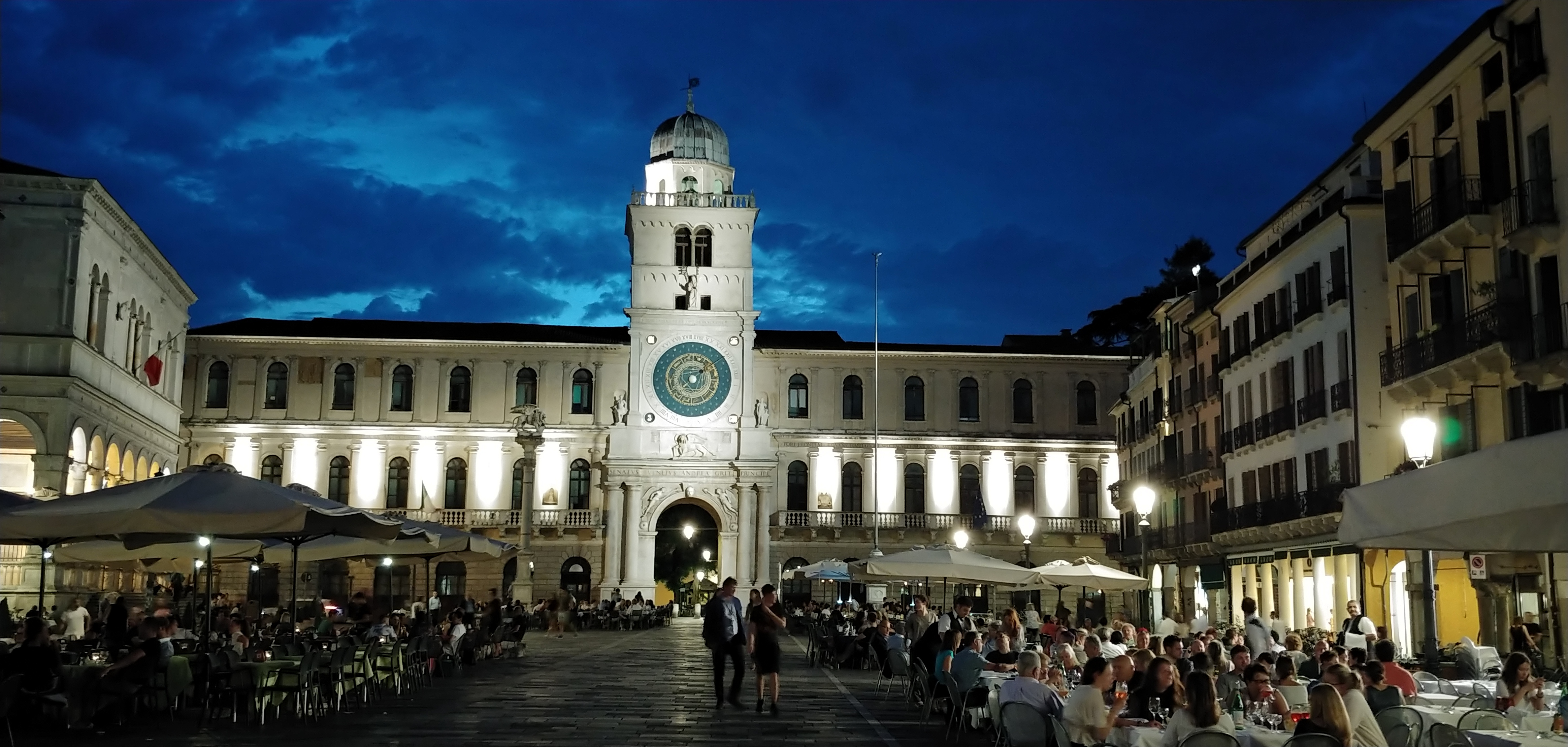
Часовая башня в вечернее время